# 劉龍
劉 龍（ユ ヨン, 1955年 - ）は大韓民国の化学者。KAIST特別教授。京畿道華城市出身。専門はメソポーラスシリカやゼオライトの結晶構造の研究。
1977年にソウル大学校で応用化学の学士号を取得後、1979年にKAISTから修士号、1985年にスタンフォード大学で博士号を取得。論文の題は「Yゼオライトの白金クラスター 物理的および化学的プローブによる研究」。王立化学会フェロー。

## 主な受賞歴
- 2005年 トップサイエンティスト賞（韓国政府）
- 2010年 湖巌賞科学部門
- 2010年 Breck賞（国際ゼオライト協会）
- 2014年 トムソン・ロイター引用栄誉賞

## 主要論文
- Ryoo, R., et al. “Direct imaging of the pores and cages of three-dimensional mesoporous materials”, Nature, 2000.
- Ryoo, R., et al. “Ordered nanoporous arrays of carbon supporting high dispersions of platinum nanoparticles”, Nature, 2001.
- Ryoo, R., et al. “Stable single-unit-cell nanosheets of zeolite MFI as active and long-lived catalysts”, Nature, 2009.
- Ryoo, R., et al. “Directing Zeolite Structures into Hierarchically Nanoporous Architectures”, Science, 2011.